# Самі (район)
Самі — один з 10 районів округу Центральна Річка Гамбії. Населення — 19 157 (2003). Фульбе — 29,85 %, мандінка — 55,03 %, 12,00 % — волоф (1993).